# Valea (okręg Marusza)
Valea (węg. Jobbágyfalva) – wieś w Rumunii, w okręgu Marusza, w gminie Vărgata. W 2011 roku liczyła 677 mieszkańców.